# Truppenamt
Військове управління (нім. Truppenamt) — орган військового управління, фактично прихований аналог німецького Генерального штабу, що існував спочатку у Веймарській республіці, а згодом у Третьому Рейху в період з 1919 року до 1935 року, доки Генеральний штаб німецької армії (Heer) не був відновлений. Цю хитрість вважали необхідною для того, щоб Німеччина формально виконувала вимоги Версальського договору, але насправді система управління військами успадкувала традиції кайзерівської армії та вжила значних кроків для її збереження, а згодом і розгортання. Truppenamt повністю переглянув німецьку тактичну та стратегічну доктрину і таким чином зберіг, відновив та уніфікував військове мислення та потенціал Рейхсверу, який пізніше став Вермахтом.

## Історія
Після Першої світової війни Версальський договір визначив, що повоєнна німецька армія могла мати максимальну чисельність особового складу у 100 000 осіб, з яких лише 4000 могли бути офіцерами. Стаття 160 визначала:
- великий німецький генеральний штаб і всі подібні структури управління мають бути розпущені і не можуть бути відтворені в жодній формі.

Наприкінці 1919 року, невдовзі після підписання договору, генерал-майор Ганс фон Зект, голова військової експертної групи при німецькій делегації, ініціював програму з переосмислення та переписування німецької доктрини, а також щодо реорганізації армії відповідно до версальських правил. 1 жовтня він став начальником нещодавно створеного у структурі міністерства рейхсверу Truppenamt. У 1920 року, коли фон Зект змінив Вальтера Рейнгардта на посаді глави армійського командування (нім. Chef der Heeresleitung), він поставив амбіційне завдання відновити нову армію фактично з нуля.
Коли Генеральний штаб був розпущений в 1919 році, його оперативне управління стало кістяком Truppenamt, у той час як інші підрозділи штабу були переведені в урядові відомства: історичний відділ — до архіву Рейху міністерства внутрішніх справ, картографічний відділ — в Управління інспекції МВС та транспортний відділ до Імперського міністерства транспорту. Економічний та політичний відділи перебували у безпосередньому підпорядкуванні командування армії. Таким чином, ядром прихованого Генерального штабу стали чотири нових відділи Truppenamt:
- T1 (також нім. Abteilung Landesverteidigung), армійський відділ (операції та планування)
- T2, організаційно-плановий розділ
- T3 (також нім. Heeresstatistische Abteilung) статистичний відділ — (насправді розвідувальна служба)
- T4 навчальний відділ.

Як сказав на той час фон Зект, «форма змінюється, дух залишається тим самим».

## Начальники Військового управлінняВеймарської республіки(1919—1935)
| # | Фото | Ім'я (роки життя)                       | Військове звання       | Термін в посаді                  |
| - | ---- | --------------------------------------- | ---------------------- | -------------------------------- |
| 1 |      | Ганс фон Зект (1866–1936)               | генерал-полковник      | 11 жовтня 1919 — 26 березня 1920 |
| 2 |      | Вільгельм Гайе (1869–1947)              | генерал-полковник      | 26 березня 1920 — лютий 1923     |
| 3 |      | Отто Хассе (1871–1942)                  | генерал від інфантерії | лютий 1923 — жовтень 1925        |
| 4 |      | Георг Вітцель (1869–1947)               | генерал від інфантерії | жовтень 1925 — 27 січня 1927     |
| 5 |      | Вернер фон Бльомберг (1878–1946)        | оберст                 | 27 січня 1927 — 30 вересня 1929  |
| 6 |      | Курт фон Гаммерштайн-Екворд (1878–1943) | генерал-майор          | 30 вересня 1929 — 31 жовтня 1930 |
| 7 |      | Вільгельм Адам (1877–1949)              | генерал-майор          | 31 жовтня 1930 — 30 вересня 1933 |
| 8 |      | Людвіг Бек (1880–1944)                  | генерал-лейтенант      | 1 жовтня 1933 — 1 липня 1935     |